# Fran Perea
Fran Perea, właśc. Francisco Manuel Perea Bilbao (ur. 20 listopada 1978 w Maladze) – hiszpański aktor i wokalista.

## Życiorys
Studiował Arte Dramático (Teatr) w Escuela Superior de Arte Dramático de Málaga. Następnie przeniósł się do Madrytu. Pierwsze kroki w aktorstwie stawiał chodząc na castingi. Pierwszą rolę dostał gościnnie w El Comisario. Następnie zagrał w Al salir de clase, gdzie wcielił się w postać Hugo. Przez rok łączył swą pracę zarówno w telewizji, jak i teatrze. 
W 2003 dostał rolę Marcosa Serrano w serialu Rodzina Serrano, wyprodukowanym przez telewizję Telecinco, do którego wykonywał piosenkę z czołówki. Singiel ten Uno mas uno son siete (Jeden plus jeden jest siedem) był przez długi czas numerem jeden na listach przebojów. Dzięki temu utworowi wyprodukowana została pierwsza płyta artysty La chica de la habitación de al lado(Dziewczyna z pokoju obok). Wokalista był przez to nominowany do Premios Amigo w tym samym roku jako Rewelacyjny Artysta. Zdobył cztery platynowe płyty i jedną złotą. W 2005 roku wydał kolejną płytę Punto y aparte, która stała się początkiem jego aktualnej kariery muzycznej. 
W 2006 roku zostawił telewizję na rzecz kina. Zagrał m.in. w filmach: Los Mánagers (Menedżerowie), El camino de los ingleses (Letni deszcz) Antonio Banderasa, Las trece rosas (13 róż) Emilia Martíneza-Lázaro. Następnie gościnnie zagrał postać doktora Enrique Trujillo w serialu Hospital Central. Po powrocie do teatru zagrał Don Juana w El burlador de Sevilla, który zadebiutował w Neapolu i na Festival de Teatro de Almagro, pod kierownictwem Emilio Hernandeza. Na przełomie 2009 i 2010 roku wyruszył w trasę koncertową wraz ze swoim zespołem.

## Filmografia

### Seriale TV
- 2008:  Hospital central jako Enrique Trujillo
- 2003–2006: Rodzina Serrano (Los Serrano) jako Marcos Serrano
- 2001–2002: Al salir de clase jako Hugo
- 2000: El comisario

### Filmy kinowe
- 2007:  13 róż (Las 13 rosas) jako Teo
- 2006:  Letni deszcz ( El camino de los ingleses ) jako El Garganta
- 2006:  Los Managers jako David

## Dyskografia

### Albumy studyjne
- 2010: Viejos conocidos
- 2005: Punto y Aparte
- 2003: La chica de la habitación de al lado

### Albumy koncertowe
- 2004: Fran Perea, en concierto